# China Open (теніс) 2004
Відкритий чемпіонат Китаю з тенісу 2004 — тенісний турнір, що проходив на відкритих кортах з твердим покриттям. Це був 6-й за ліком China Open. Належав до серії International в рамках Туру ATP 2004, а також до серії Tier II в рамках Туру WTA 2004. І чоловічий і жіночий турніри відбулись у Beijing Tennis Center у Пекіні (КНР). Чоловічий турнір тривав з 13 до 19 вересня 2004 року, а жіночий - з 20 до 26 вересня 2004 року.
На додачу, з 22 до 25 вересня тривали змагання в змішаному парному розряді, але вони були виставковими, тому не давали жодних очок у рейтинг ATP і WTA.

## Переможниці та фіналістки

### Одиночний розряд, чоловіки
Марат Сафін —  Михайло Южний, 7–6(7–4), 7–5

### Одиночний розряд, жінки
Серена Вільямс —  Світлана Кузнецова, 4–6, 7–5, 6–4

### Парний розряд, чоловіки
Джастін Гімелстоб /  Грейдон Олівер —  Алекс Богомолов мл. /  Тейлор Дент, 4–6, 6–4, 7–6(8–6)

### Парний розряд, жінки
Еммануель Гальярді /  Дінара Сафіна —  Хісела Дулко /  Марія Венто-Кабчі, 6–4, 6–4

### Змішаний парний розряд
Тріпп Філліпс /  Еммануель Гальярді  —  Джастін Гімелстоб /  Джилл Крейбас, 6–1, 6–2